# Orlinha de São Brás (Sergipe)
A Orlinha do Povoado São Braz, popularmente conhecida como Orlinha de São Brás, é uma orla de  Nossa Senhora do Socorro, na região metropolitana de Aracaju (SE). Está situada mais especificamente no povoado São Braz, às margens do Rio do Sal,
Foi inaugurada no dia 08 de fevereiro de 2015, tendo sido construída conjuntamente pelos governos estadual e municipal, nas gestões do governador Jackson Barreto e do prefeito Fábio Henrique.
O local tornou-se atração turística depois de ser completamente urbanizado e receber uma passarela em madeira, com vista para o rio e manguezal.